# Fred Dekker

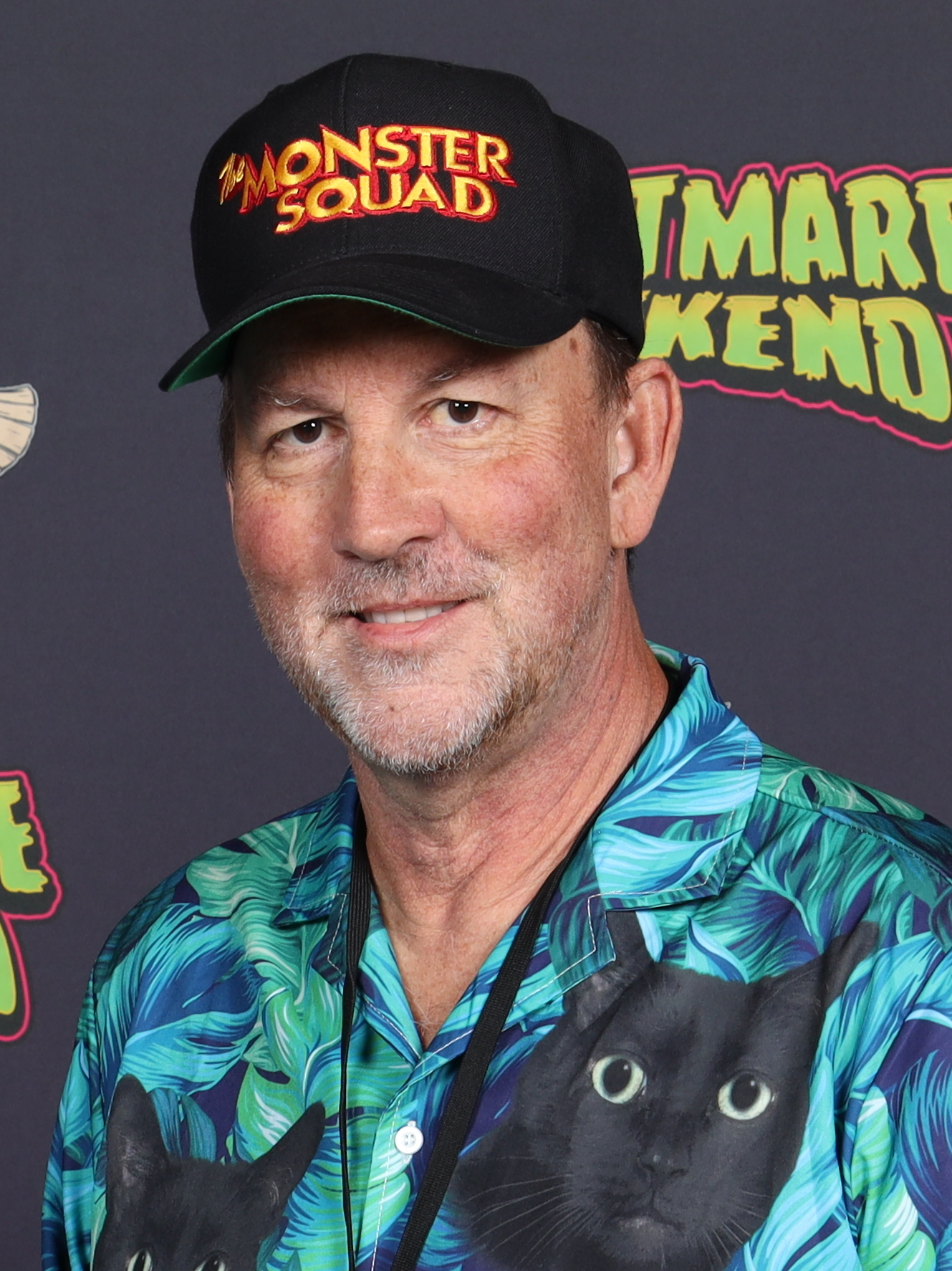
Fred Dekker, 2024

Fred Dekker (* 9. April 1959 in San Francisco, Kalifornien) ist ein US-amerikanischer Filmregisseur und Drehbuchautor.

## Karriere
Seine Karriere im Filmgeschäft begann Dekker als Drehbuchautor im Jahre 1986, als er das Drehbuch für den Horrorfilm House – Das Horrorhaus verfasste, welcher von Regisseur Steve Miner inszeniert wurde. Im gleichen Jahr gab er selbst sein Debüt als Regisseur mit dem Film Die Nacht der Creeps, für den er auch als Drehbuchautor tätig war. Der Film war wieder im Horrorgenre angesiedelt, ebenso wie der 1987 inszenierte Monster Busters. 1991 erschien der Actionfilm Ricochet – Der Aufprall, für den Dekker die Geschichte verfasste. Für die Horrorfernsehserie Geschichten aus der Gruft schrieb er in den Jahren 1989 bis 1992 insgesamt fünf Drehbücher, ein einziges Mal übernahm er die Regie. Mit dem 1993 produzierten Film RoboCop 3 folgte seine bisher letzte Arbeit als Regisseur. Auch verabschiedete er sich für die kommenden acht Jahre aus dem Filmgeschäft und trat erst wieder 2001 als associate producer der Fernsehserie Star Trek: Enterprise in Erscheinung. Für diese wurde er auch wieder als Drehbuchautor aktiv und schrieb drei Geschichten. Erst mehr als zehn Jahre später trat er erneut als Autor in Erscheinung. 2015 entstand der Fernsehfilm The Edge. 2018 folgte Predator – Upgrade, an dessen Drehbuchentwicklung er beteiligt war.

## Filmografie (Auswahl)
- 1986: House – Das Horrorhaus (House)
- 1986: Die Nacht der Creeps (Night of the Creeps)
- 1987: Monster Busters (The Monster Squad)
- 1989–1992:  Geschichten aus der Gruft (Tales from the Crypt, Fernsehserie)
- 1991: Teen Agent – Wenn Blicke töten könnten (If Looks Could Kill)
- 1991: Ricochet – Der Aufprall (Ricochet)
- 1992: RoboCop 3
- 2001–2002: Star Trek: Enterprise (Fernsehserie)
- 2015: The Edge (Fernsehfilm)
- 2018: Predator – Upgrade (The Predator)